# فرد ويلكس
فرد ويلكس (بالإنجليزية: Fred Wilkes)‏ (26 أغسطس 1883 في المملكة المتحدة - 1942) هو لاعب كرة قدم بريطاني (وحمل سابقاً جنسية المملكة المتحدة لبريطانيا العظمى وأيرلندا) في مركز الدفاع. لعب مع توتنهام هوتسبير ونادي ريدنغ.